# Thomas Wentworth, V barón Wentworth
Thomas Wentworth, quinto Barón Wentworth (2 de febrero de 1612 – 1 de marzo de 1665) fue un soldado y político inglés. 

## Biografía
Era el hijo mayor del primer Conde de Cleveland y su primera mujer, Anne. Desde 1639-40, luchó contra los escoceses en la guerra de los obispos y fue por breve tiempo ministro del parlamento por Bedfordshire en 1640, antes de ser llamado a la cámara de los lores, por la baronía Wentworth de su padre, en noviembre de ese año. 
Durante la guerra civil inglesa, fue el sargento y jefe general de caballería comandando el regimiento del príncipe de Gales y entrando en acción en Tipton Green, Cropedy Bridge, en Langport, Worcestery, posiblemente en la segunda batalla de Newbury. La mayoría de las batallas las luchó junto a su padre y cuando derrotaron a los Realistas), reclutó un regimiento (el cual se convirtió en los guardias Grenadier) en Brujas para que sirviesen como guardaespaldas de Carlos II durante su periodo de exilio.
En los prolegómenos de la guerra civil se encontraba con George Goring en Portsmouth, pero después de la caída de la guarnición se unió al principal ejército del rey, y como Lord alzó una compañía de dragones. En diciembre luchó en Marlborough, Wiltshire, y en Cirencester, Gloucestershire, y el 2 de febrero de 1643 llegó a ser el jefe general de los dragones, en sucesión a Arthur Aston. Al principio de la guerra civil los dragones formaron parte substancial del brazo montado, aunque meramente al comienzo, los soldados de infantería montados en ponis y otros caballos pequeños parecían inadecuados para tropas de caballería. Sin embargo, al progresar la guerra, cayeron los estándares y con todos los caballos, independientemente del tamaño y condición uniéndose a la caballería, los dragones disminuyeron tanto en número como en importancia. A menudo todos ellos descartaron sus mosquetes y comenzaron a llamarse a sí mismos soldados de caballería. 
Consecuentemente Wentworth siguió el ejemplo y el cinco de febrero de 1644 sucedió a Thomas Byron como coronel del regimiento de jinetes del príncipe de Gales. En Cropedy Bridge comandó una brigada de caballería con tan buen efecto que luego fue nombrado jefe general de jinetes en sucesión a Lord Wilmot, cuando este fue despedido antes de la batalla de Lostwithiel. Sin embargo, el 14 de noviembre de 1644 renunció a este puesto para unirse al ejército norteño de Lord Goring. Luego de la derrota de Goring en Langport y su posterior dimisión, Wentworth fue nombrado jefe general de jinetes bajo el mando del nuevo comandante del ejército del oeste, Lord Hopton. Desafortunadamente Hopton, cuya reputación debe más a sus muy legibles memorias que a sus sobrevaloradas habilidades, se enemistó pronto con Wentworth y el 14 de marzo de 1646 logró que lo mal derrotasen en Torrington. Como resultado el ya desmoralizado ejército norteño se rindió poco después, pero Wentworth escapó con el príncipe Carlos primero hacia las islas Sorlingas y luego hacia Jersey.
En 1649 Wentworth acompañó a Carlos a París y al año siguiente ambos, él y su padre, el conde de Cleveland, lo acompañaron navegando hasta Escocia. Carlos encontraba aceptable subscribirse al Pacto Nacional escocés Covenant con la condición de ser reconocido como rey, pero muchos de sus seguidores renegaron de hacerlo. A pesar de la derrota del ejército escocés en Dunbar el 3 de septiembre de 1650, ambos Wentworth y su padre contaban como no subscriptores a los que por acuerdo se les había ordenado marchar del país el 17 de octubre, pero como el conde de Forth y otros Realistas ignoraron dicha acta y posteriormente lucharon en Worcester el 3 de septiembre de 1651. Aunque luego capturaron a su padre, Wentworh consiguió ponerse a salvo y hasta la Restauración en 1660 atendió la corte de emigración de Carlos II. En 1656 fue el responsable de organizar y comandar un regimiento de guardias que sirvieron en el ejército español en la batalla de las dunas en junio de 1658. 
Existe duda de si él lucho ahí, pero trajo al regimiento de vuelta a Inglaterra y éste llegó a ser el primer regimiento de guardias (posteriormente los Guardias Grenadier). A mediados de 1658 se casó con Philadelphia Carey, hija de Ferdinando Carey; la única hija que tuvieron fue Henrietta Maria Wentworth que nació el 11 de agosto de 1660. Wentworth murió el 1 de marzo de 1665 y lo enterraron 6 días después en Toddington. Precedió a su padre durante dos años y al morir éste su hija sucedió a la baronía luego de la muerte de este último.
Lord Wentworth precedió a su padre y por eso no heredó el condado y la baronía pasó de nuevo a pertenecer a su padre y más tarde a su único hijo, Henrietta, la cual luego llegó a ser amante del hijo ilegítimo del rey, el Duque de Monmouth.